# Melitaea acraeina
Melitaea acraeina är en fjärilsart som beskrevs av Otto Staudinger 1886. Melitaea acraeina ingår i släktet Melitaea och familjen praktfjärilar. Inga underarter finns listade i Catalogue of Life.

## Bildgalleri

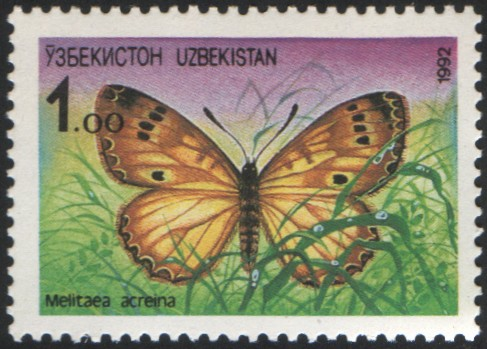